# Jo Hill
Joanne Kay Hill, detta Jo (Murray Bridge, 19 giugno 1973), è un'ex cestista australiana.

## Carriera
Con l'Australia ha disputato i Campionati mondiali del 1998 e i Giochi olimpici di Sydney 2000.